# Магдалена Саксонська
Магдалена Саксонська (нім. Magdalene von Sachsen, 7 березня 1507 — 25 січня 1534) — саксонська принцеса з альбертинської лінії Веттінів, донька герцога Саксонії Георга та польської королівни Барбари Ягеллонки, дружина курпринца Бранденбургу Йоахіма Гектора.

## Біографія
Народилась 7 березня 1507 року у Дрездені. Була дев'ятою дитиною та четвертою донькою в родині герцога Саксонії Георга та його дружини Барбари Ягеллонки. Мала старших братів Йоганна та Фрідріха й сестру Крістіну, інші діти померли в ранньому віці до її народження. Невдовзі у неї з'явилася молодша сестра, яка прожила лише два роки. 
Виховувалась у католицькій вірі. Її батьки походили з правлячих родин, тож дівчина мала високі шанси на добру шлюбну партію. 

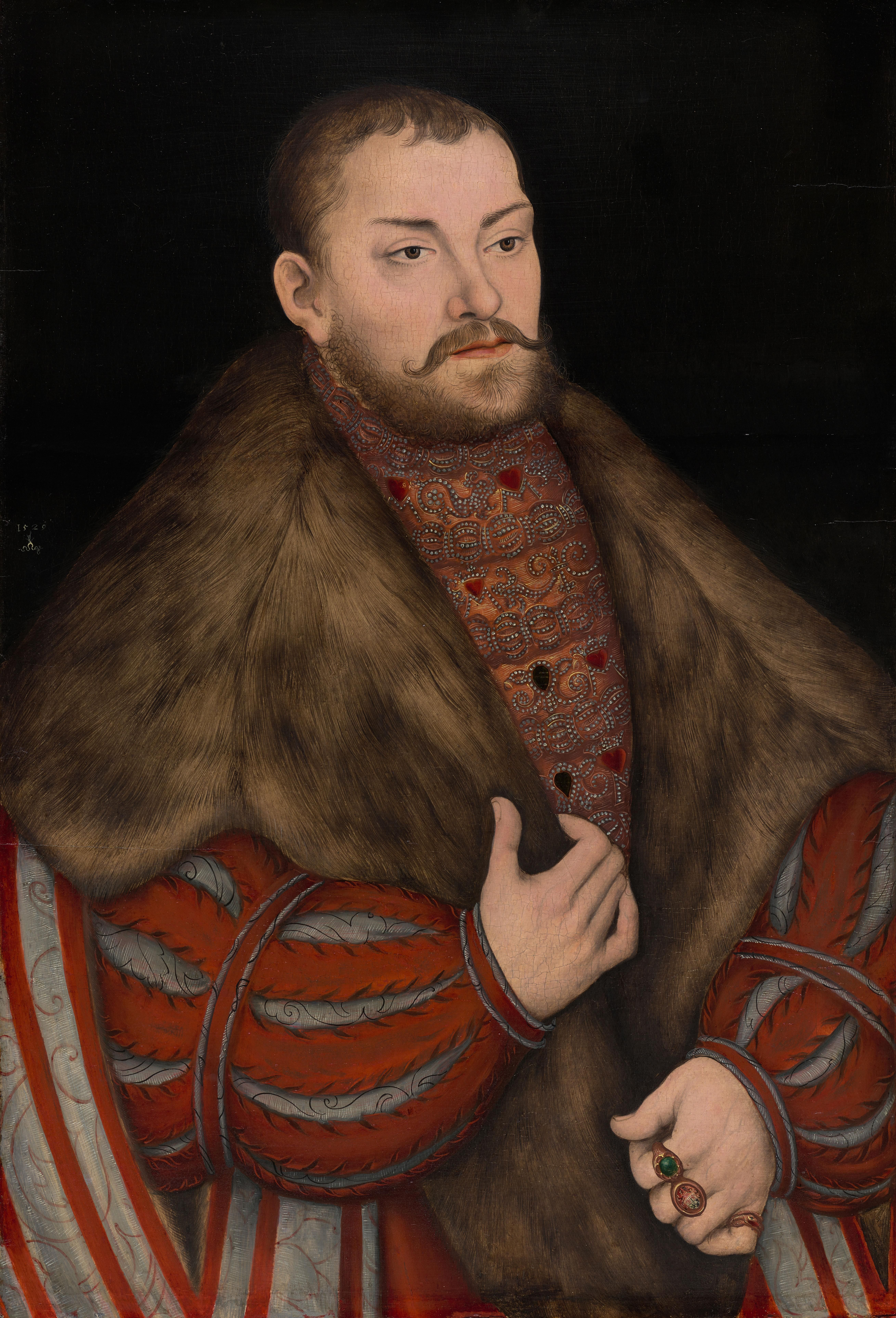
Портрет Йоахіма пензля Лукаса Кранаха-старшого, близько 1529 року, Музей мистецтв Філадельфії

У 17 років була видана заміж за 19-річного курпринца Бранденбургу Йоахіма, старшого сина правлячого курфюрста Йоахіма I Нестора. Весілля відбулося 6 листопада 1524 року в Дрездені. Згідно бажання батька нареченої, вінчав молодят архієпископ Майнца Альбрехт, який водночас доводився дядьком нареченому. Весілля було надзвичайно пишним: його відвідало близько 3000 гостей верхи, із них 24 правлячі особи.
За пару місяців принцеса завагітніла і наступного вересня народила спадкоємця. Всього у пари було семеро дітей.
Померла за кілька днів після шостих пологів. За переказами, смерть курпринцеси прискорив шок від звістки про сильну пожежу, яка насувалася з околиць. Була похована у церкві домініканців, яку Йоахім заклав вже після її смерті.
Матір пережила Магдалену лише на кілька тижнів. Після втрати доньки та дружини герцог Георг з горя перестав голитися і заслужив прізвисько Бородатий.
Йоахім наступного року оженився із королівною Ядвіґою з роду Ягеллонів і за кілька місяців після цього став курфюрстом Бранденбургу. У 1571 році престол посів їхній з Магдаленою син, Йоганн Георг.

## Родина
Чоловік — Йоахім, курфюрст Бранденбурзький
Діти:
- Йоганн Георг (1525—1598) — курфюрст Бранденбургу у 1571—1598 роках, був тричі одруженим, мав численних нащадків;
- Барбара (1527—1595) — дружина князя Бжегу Георга II, мала семеро дітей;
- Єлизавета (1528—1529) — прожила 1 рік;
- Фрідріх (1530—1552) — князь-архієпископ Магдебургу у 1551—1552 роках, князь-єпископ Гальберштадту у 1550—1552 роках;
- Альбрехт (15—16 лютого 1532) — брат-близнюк Георга, прожив 1 день;
- Георг (нар. та пом. 15 лютого 1532) — брат-близнюк Альбрехта, прожив кілька годин;
- Пауль (20 січня 1534—1534) — помер немовлям.